# 宮澤崇史
宮澤 崇史（みやざわ たかし、1978年2月27日- ）は、長野市出身の自転車競技（ロードレース）選手、指導者。長野県長野工業高等学校出身。

## 経歴
1995年、長野工高時代にシクロクロス世界選手権（ジュニア）に出場（22位）。高校卒業後、1997年イタリアに留学、2年間大門宏の下で指導を受ける。チームとしては、アコム・ラバネロ、イタリアのFOR・3、MOBILILISONE MAPEIの各チームを経て、1998年、大門が監督を勤める日本鋪道（現NIPPO）に入社。
1996年、ツール・ド・おきなわの市民200キロレースを優勝。1998年には全日本実業団選手権・いわき大会でも優勝を経験するも、1999年、2000年は競輪学校受験のため一時競技生活から離れる。
2001年、日本鋪道レーシングチーム（現NIPPO・ヴィーニファンティーニ）に復帰。翌2002年、フランスのVC・BEAUVAISを経て、浅田顕率いるチーム・ブリヂストンアンカーに加入。
2004年、ブリヂストンを離れ、個人登録選手としてフランスで活動。同年、国民体育大会の個人ロードレース・成年の部優勝。
2005年、ブリヂストンアンカーに復帰。
2006年、日本初のロードレース独立プロチームであるエキップアサダの最初のチーム名となる、Team Vang（チームバン）の一員に加わる。同年、タイのロードレース、ツアー・オブ・シャムの第4ステージで勝利。またUCIアジアツアーのHCクラスのステージレースである、ツール・ド・ランカウイの第1ステージで3位となり、アジアンリーダージャージを4日間着用。さらにツール・ド・北海道の第2ステージを制し、1日総合首位に立つ。そしてジャパンカップサイクルロードレースでは7位に入った他、ツール・ド・おきなわのチャンピオンレースを優勝。
2007年、チーム名はNIPPO梅丹エキップアサダへと変わったが、ツアー・オブ・シャムではポイント賞を獲得。ツアー・オブ・ジャパンでは第1（大阪）ステージを制した他、タイで行われたアジア自転車選手権・個人ロードで優勝し、UCIアジアツアーの個人総合で3位に入った。また、同年のツール・ド・おきなわでは連覇を達成した。
2008年、奈良で開催されたアジア選手権・個人ロードレース3位。同年6月13日、別府史之と共に北京オリンピック男子ロードレース日本代表選手に選出された。結果は金メダルのサムエル・サンチェスから31分35秒遅れの86位で完走。同年のツール・ド・北海道では個人総合優勝。
2009年、アミーカチップス・クナウフ(イタリア)に移籍。しかし、チームの財政難により選手登録が遅れ、その年の初出場レースが5月のツアー・オブ・ジャパンとなる。さらに、6月にはチームが機能停止状態に陥った。これによりアミーカチップス・クナウフから離脱。7月3日にエキップアサダ（2009年のチーム名はEQA-梅丹本舗-グラファイトデザイン）に復帰 した。9月にはツール・ド・北海道で第1、第5ステージに勝利し、個人総合優勝。2008年に続く連覇を達成した。
2010年、エキップアサダが資金難・人材難によるUCI登録を断念した為、 菊地誠晃、増田成幸、中島康晴ととも再びチームNIPPOに移籍する。3月には日本ナショナルチームとしてツール・ド・台湾に参戦。大学生中心のチームの中で唯一のベテラン選手だったが第3、第4ステージで勝利し、ポイント賞を獲得した。アジア選手権・個人ロード2位。2010年全日本選手権ロードレース優勝。
2011年、ファルネーゼ・ヴィーニ - ネーリ・ソットーリに移籍。
東日本大震災直後の3月19日に行われたミラノ〜サンレモでは全日本チャンピオンである宮澤を中心に黙とうがささげられた。
- パリ〜ブリュッセル（UCIヨーロッパツアーHC）5位。
- UCIロード世界選手権 30位

2012年、チーム・サクソバンクへ移籍。
- ツール・ド・ピカルディ（UCIヨーロッパツアー1.1）第1ステージ2位、総合5位。
- ツアーオブ台湾第2ステージでリーダージャージを獲得。

2013年
- グランプリ・ド・ドナン、総合5位。

2014年、チームNIPPO-デローザに移籍。
- GPイゾラ 5位
- ツール・ド・台湾 第5ステージ4位
- アジア競技大会ロードレース、4位。
- ツアー・オブ・チンハイレイク 第1ステージ5位
- ジャパンカップサイクルロードレースを最後にプロレーサー引退を表明。[5]

2015年、湘南ベルマーレとロジャースが合併して新しく結成されたレモネード・ベルマーレの監督に就任した。

## 人物
2001年の秋に母親が病に倒れる。その際、母に肝臓の一部を生体移植で提供している。このとき母自身は「移植手術を受けなければ死に至る」と宣告されながら、息子の選手生命への影響を気遣い、手術を受けないつもりだったという。生体肝移植の専門医によると「生体肝移植を受けてトッププロまで復帰したほぼ唯一の例」。